# Stanisław Woźnicki
Stanisław Woźnicki (ur. 21 czerwca 1893 w Wilnie, zm. 1940) – polski architekt, krytyk sztuki i redaktor.

## Życiorys
Jego rodzicami byli Józef i Eleonora z d. Czerwińska.
Ukończył Cesarską Akademię Sztuk Pięknych w Sankt Petersburgu. W 1920 razem z Ludomirem Sleńdzińskim, Wacławem Czechowiczem, Piotrem Hermanowiczem, Bronisławem Jamonttem i Michałem Roubą założył Wileńskie Towarzystwo Artystów Plastyków (WTAP).
W 1924 przeniósł się wraz z żoną z rodzinnego Wilna do Warszawy. Szybko stał się ważną postacią w środowisku architektów warszawskich.
Redagował takie czasopisma branżowe jak „Południe” – organ WTAP, „Architektura i Budownictwo” i „Plastyka” – organ Bloku Zawodowego Artystów Plastyków. Sam również wiele publikował, głównie w ww. tytułach. W 1932 napisał serię artykułów poświęconych architekturze ZSRR, zamieszczając je w „Architekturze i Budownictwie”. Był wieloletnim redaktorem naczelnym tego warszawskiego miesięcznika ilustrowanego.

### Małżeństwo
W 1920 poślubił w Wilnie malarkę Marię z Borzobohatych

## Monografie książkowe
- Wł. Skoczylas, Monografie Artystyczne, t. IV, Nakład Gebethnera i Wolffa, 1925[5]